# Старая Райчиха
Ста́рая Райчи́ха — село в Бурейском районе Амурской области России. Входит в Старорайчихинский сельсовет.

## География
Село Старая Райчиха стоит на правом берегу реки Райчиха (левый приток Амура).
Село расположено на 142 км автомобильной дороги Благовещенск - Гомелевка
Расстояние до районного центра Бурейского района пос. Новобурейский (через Зельвино, Прогресс и Бурею) — 50 км.
На юг от села Старая Райчиха идёт дорога к сёлам Успеновка и Правая Райчиха Бурейского района и к сёлам Винниково и Калинино Михайловского района.

## Население
| 2002 | 2010 | 2012 | 2013 | 2014 | 2015 | 2016 |
| ---- | ---- | ---- | ---- | ---- | ---- | ---- |
| 580  | ↘416 | ↘414 | ↘402 | ↘385 | ↘372 | ↘347 |
| 2017 | 2018 |      |      |      |      |      |
| ↘338 | ↘324 |      |      |      |      |      |

## Инфраструктура
Сельскохозяйственные предприятия Амурской области.